# Regeringen Cîțu
Regeringen Cîțu var Rumäniens regering 23 december 2020–25 november 2021. Det var en koalitionsregering bestående av Nationalliberala partiet (PNL), Ungerska demokratiska unionen i Rumänien (UDMR) och Alliansen 2020 USR-PLUS (USR-PLUS). Regeringen leddes av premiärminister Florin Cîțu.
Den 3 september 2021 väckte regeringspartiet USR-PLUS och oppositionspartiet Alliansen för rumänsk enhet misstroendeförklaring mot Cîțu, vilket ledde till regeringskrisen i Rumänien 2021(en). USR-PLUS:s ministrar lämnade regering några dagar därefter. Regeringen fälldes efter omröstning den 5 oktober och efterträddes den 25 november 2021 av regeringen Ciucă med Socialdemokratiska partiet som ny koalitionspartner.

## Sammansättning
| Bild                  | Titel                                                          | Namn                                  | Parti | Parti     | Tillträdde       | Avgick            |
| --------------------- | -------------------------------------------------------------- | ------------------------------------- | ----- | --------- | ---------------- | ----------------- |
|                       | Premiärminister                                                | Florin Cîțu                           |       | PNL       | 23 december 2020 | 25 november 2021  |
| Vice premiärministrar |                                                                |                                       |       |           |                  |                   |
|                       | Vice premiärminister                                           | Dan Barna                             |       | USR-PLUS  | 23 december 2020 | 7 september 2021  |
|                       | Vice premiärminister                                           | Hunor Kelemena                        |       | UDMR      | 23 december 2020 | 25 november 2021  |
| Ministrar             |                                                                |                                       |       |           |                  |                   |
|                       | Utbildningsminister                                            | Sorin Cîmpeanu                        |       | PNL       | 23 december 2020 | 25 november 2021  |
|                       | Energiminister                                                 | Virgil-Daniel Popescu                 |       | PNL       | 23 december 2020 | 25 november 2021  |
|                       | Minister för ekonomi, entreprenörskap och turism               | Claudiu Năsui                         |       | USR-PLUS  | 23 december 2020 | 7 september 2021  |
|                       | Minister för ekonomi, entreprenörskap och turism               | Virgil-Daniel Popescu (tillförordnad) |       | PNL       | 8 september 2021 | 25 november 2021  |
|                       | Utrikesminister                                                | Bogdan Aurescu                        |       | oberoende | 23 december 2020 | 25 november 2021  |
|                       | Försvarsminister                                               | Nicolae Ciucă                         |       | PNL       | 23 december 2020 | 25 november 2021  |
|                       | Arbetsmarknads- och socialförsäkringsminister                  | Raluca Turcan                         |       | PNL       | 23 december 2020 | 25 november 2021  |
|                       | Minister för utveckling, offentliga arbeten och administration | Attila Cseke                          |       | UDMR      | 23 december 2020 | 25 november 2021  |
|                       | Finansminister                                                 | Alexandru Nazare                      |       | PNL       | 23 december 2020 | 8 juli 2021       |
|                       | Finansminister                                                 | Florin Cîțu (tillförordnad)           |       | PNL       | 3 juli 2021      | 18 augusti 2021   |
|                       | Finansminister                                                 | Dan Vîlceanu                          |       | PNL       | a8 augusti 2021  | 25 november 2021  |
|                       | Justitieminister                                               | Stelian Ion                           |       | USR-PLUS  | 23 december 2020 | 1 september 2021  |
|                       | Justitieminister                                               | Lucian Bode                           |       | PNL       | 1 september 2021 | 25 november 2021  |
|                       | Jordbruksminister och minister för landsbygdsutveckling        | Nechita-Adrian Oros                   |       | PNL       | 23 december 2020 | 28 september 2021 |
|                       | Hälsominister                                                  | Vlad Voiculescu                       |       | USR-PLUS  | 23 december 2020 | 14 april 2021     |
|                       | Hälsominister                                                  | Florin Cîțu (tillförordnad)           |       | PNL       | 14 april 2021    | 21 april 2021     |
|                       | Hälsominister                                                  | Ioana Mihăilă                         |       | USR-PLUS  | 21 april 2021    |                   |
|                       | Hälsominister                                                  | Attila Cseke (tillförordnad)          |       | UDMR      | 8 september 2021 | 25 november 2021  |
|                       | Inrikesminister                                                | Lucian Bode                           |       | PNL       | 23 december 2020 | 25 november 2021  |
|                       | Minister för investeringar och europeiska fonder               | Cristian Ghinea                       |       | USR-PLUS  | 23 december 2020 |                   |
|                       | Kulturminister                                                 | Bogdan Gheorghiu                      |       | PNL       | 23 december 2020 | 25 november 2021  |
|                       | Ungdoms- och idrottsminister                                   | Eduard Novak                          |       | UDMR      | 23 december 2020 | 25 november 2021  |
|                       | Minister för forskning, innovation och digitalisering          | Ciprian Teleman                       |       | USR-PLUS  | 23 december 2020 | 7 september 2021  |
|                       | Minister för forskning, innovation och digitalisering          | Barna Tánczos (tillförordnad)         |       | UDMR      | 8 september 2021 | 25 november 2021  |